# Delina sellatum
Delina sellatum är en tvåvingeart som först beskrevs av Walter Leopold Victor Hackman 1956.  I den svenska databasen Dyntaxa används istället namnet Parallelomma sellatum. Enligt Catalogue of Life ingår Delina sellatum i släktet Delina och familjen kolvflugor, men enligt Dyntaxa är tillhörigheten istället släktet Parallelomma och familjen kolvflugor. Arten är reproducerande i Sverige. Inga underarter finns listade i Catalogue of Life.